# Wola Podłazańska
Wola Podłazańska – przysiółek wsi Łazany w Polsce, położony w województwie małopolskim, w powiecie wielickim, w gminie Biskupice.
W latach 1975–1998 przysiółek administracyjnie należał do województwa krakowskiego.